# Mary Whitehouse
Constance Mary Whitehouse (Inglaterra, 13 de junio de 1910 - 23 de noviembre de 2001), más conocida como Mary Whitehouse, fue una activista social inglesa famosa por su fuerte oposición al liberalismo social y los principales medios de comunicación británicos, ya que acusaba a estos de favorecer a la creación de una sociedad más permisiva. Fue la fundadora y la primera presidenta de la Asociación de Espectadores y Oyentes. Esta asociación representa a un grupo en el Reino Unido que lucha contra la publicación y difusión de contenidos de medios que considera perjudiciales y ofensivos, como por ejemplo la violencia, la profanidad, las relaciones sexuales, la homosexualidad y la blasfemia. A través de esta asociación dirigió una campaña en contra de la BBC. Una social conservadora que fue despreciadamente calificada de reaccionaria por sus oponentes socialmente liberales. Su motivación derivaba de sus creencias cristianas tradicionales, su aversión a los rápidos cambios sociales y políticos en la sociedad británica en los años sesenta y por su trabajo como maestra de educación sexual.
Nacida en Inglaterra, más concretamente en Warwickshire, Whitehouse se convirtió en una maestra de arte, al mismo tiempo que se involucró en grupos cristianos evangélicos como el Movimiento Cristiano Estudiantil y el Rearmamiento Moral. Se convirtió en una figura pública a través del grupo de presión Clean-Up TV, establecido en 1964, en el cual fue la figura más prominente. Al año siguiente fundó la Asociación Nacional de Espectadores y Oyentes, utilizándolo como plataforma para criticar a la BBC por su uso excesivo de un lenguaje vulgar y por sus representaciones de sexo y violencia en sus programas. Como resultado, se convirtió en un objeto de burla en los medios de comunicación.
Durante la década de 1970 amplió sus actividades y fue una figura destacada en el Festival Nacional de la Luz, una campaña cristiana que ganó apoyo de masas por un período. Inició una exitosa acusación contra Gay News por motivos de blasfemia, el primer caso por más de 50 años. Otra persecución privada fue contra el director de la obra Los Romanos en Gran Bretaña, que había sido interpretada en el Teatro Nacional, que se retiró cuando quedó claro que estaba a punto de perder. 
Las campañas de Whitehouse continúan dividiendo la opinión. Sus críticos la han acusado de ser una figura altamente censuradora, y sus convicciones morales tradicionales la pusieron en conflicto directo con los defensores de la revolución sexual, el feminismo y los derechos de los homosexuales. Otros la ven desde una perspectiva más positiva y creen que ella estaba intentando detener una declinación en lo que percibían como estándares morales de Gran Bretaña. Según Ben Thompson, editor de una antología de cartas relacionadas con Whitehouse publicada en 2012: "De ... campañas de lucha contra la pornografía a las estrategias de nominación y vergüenza ejecutivas de UK Uncut, su influencia ideológica y táctica ha sido discernible en todo tipos de lugares inesperados en los últimos años".
A pesar de ser conocida por lo anteriormente comentado, tuvo más aportaciones a lo largo de su vida. Una de éstas que cabe mencionar es la colaboración a la fundación de la danzaterapia, ya que es considerada una de las fundadoras por ser una de las pioneras en este tipo de terapia que está englobado con las demás bajo el nombre de Terapias artísticas. Whitehouse se inició en la danzaterapia gracias a su formación en la danza en Europa y Estados Unidos, y también por su contacto con la psicología profunda de Carl Gustav Jung, de igual manera que Marian Chace. Diseñó el método junguiano en danzaterapia, el cual es muy conocido hoy en día en los Estados Unidos.